# Circuito de Jerez
Circuito de Jerez  är en racerbana i Jerez de la Frontera i Spanien. 
Här har bland annat formel 1-deltävlingarna Spaniens Grand Prix och Europas Grand Prix körts fem respektive två gånger. Dessutom körs årligen Spaniens GP i roadracingens MotoGP i början av säsongen på Jerezbanan.
Formel 1-stallen använder numera Jerezbanan som testbana.

## F1-vinnare
| Säsong | Förare             | Tillverkare      |
| ------ | ------------------ | ---------------- |
| 1997   | Mika Häkkinen      | McLaren-Mercedes |
| 1994   | Michael Schumacher | Benetton-Ford    |
| 1990   | Alain Prost        | Ferrari          |
| 1989   | Ayrton Senna       | McLaren-Honda    |
| 1988   | Alain Prost        | McLaren-Honda    |
| 1987   | Nigel Mansell      | Williams-Honda   |
| 1986   | Ayrton Senna       | Lotus-Renault    |

## MotoGP/500GP-vinnare
| Säsong | Förare                   | Tillverkare  |
| ------ | ------------------------ | ------------ |
| 2009   | Valentino Rossi, Italien | Yamaha       |
| 2008   | Dani Pedrosa, Spanien    | Repsol Honda |
| 2007   | Valentino Rossi, Italien | Yamaha       |
| 2006   | Loris Capirossi, Italien | Ducati Corse |
| 2005   | Valentino Rossi, Italien | Yamaha       |
| 2004   | Sete Gibernau, Spanien   | Honda        |
| 2003   | Valentino Rossi, Italien | Honda        |
| 2002   | Valentino Rossi, Italien | Honda        |
| 2001   | Valentino Rossi, Italien | Honda        |
| 2000   | Kenny Roberts Jr, USA    | Suzuki       |
| 1999   | Álex Crivillé, Spanien   | Honda        |
| 1998   | Álex Crivillé, Spanien   | Honda        |

## 250GP-vinnare
| Säsong | Förare                | Tillverkare |
| ------ | --------------------- | ----------- |
| 2009   | Hiroshi Aoyama, Japan | Honda       |
| 2008   | Mika Kallio, Finland  | KTM         |

## 125GP-vinnare
| Säsong | Förare                        | Tillverkare |
| ------ | ----------------------------- | ----------- |
| 2009   | Bradley Smith, Storbritannien | Aprilia     |
| 2008   | Simone Corsi, Italien         | Aprilia     |